# ستيفن ناب
ستيفن ناب (بالإنجليزية: Steven Knapp)‏ أكاديمي أمريكي شغل منصب الرئيس السادس عشر لجامعة جورج واشنطن في واشنطن العاصمة، خلفًا لستيفن جويل تراختنبرغ. يعمل حاليًا في لِجان مجلس الشؤون العالمية، والنادي الاقتصادي لواشنطن العاصمة، والمجلس الأمريكي للقدرة التنافسية، وأوركسترا السمفونية الوطنية، فضلاً عن كونه زميلًا لمجلس العلاقات الخارجية وجمعية اللغة الحديثة.